# 和光市役所
和光市役所（わこうしやくしょ）は、埼玉県和光市の執行機関としての事務を行う施設である。

## 概要
かつては大和町役場だった旧庁舎の跡地は現在は中央公民館となっている。
キャンプ・ドレイク跡地の開発事業によって、市役所が移転新築。
行政棟と議会棟（和光市議会）に分かれている。市民広場、市民文化会館が隣接している。

## 沿革
- 1970年（昭和45年）10月31日 - 大和町が市制改称し、和光市となり、大和町役場が和光市役所となる。
- 1993年（平成5年）1月 - 現在の庁舎が竣工。

## 組織
- 1階 - 保育施設課、保育サポート課、ネウボラ課、社会援護課、地域包括ケア課、長寿あんしん課、戸籍住民課、健康保険医療課、会計課[1]
- 2階 - 企業経営課、水道施設課、課税課、収納課、下水道課
- 3階 - 政策課
- 4階 - 教育総務課
- 5階 - 会議室
- 6階 - 市民活動推進課

### 不祥事
和光市企画部審議監の幹部職員が、福祉事務所長だった2015年（平成27年）2月～3月に、生活保護受給者の80代女性から200万円を詐取したとして、2019年（令和元年）6月13日に逮捕された。女性は2015年5月に死亡し、2018年（平成30年）11月に遺族からの問い合わせがあり調査したところ発覚した。2019年5月下旬には容疑者の自宅と和光市役所が家宅捜索を受けた。これをうけ和光市は第三者調査委員会の設置を決定し、再発防止策を検討するとした。6月13日、和光市役所内で記者会見を行い、松本武洋市長ら市幹部が謝罪した。

## アクセス
- 東武東上線和光市駅南口下車徒歩15分